# Bill Warner (író)
Bill Warner (eredeti nevén Bill French) (Amerikai Egyesült Államok, 1941 –) egy sor iszlámról szóló könyv amerikai szerzője, mint például a Korán rövidített változata vagy a Mohamed életét és hagyományait röviden bemutató művek. Politikai iszlámról szóló könyveit sok nyelvre lefordították. Eddig több mint egy tucat könyvet írt a politikai iszlámról, a Saría törvény nem-muszlimoknak című könyve pedig bestseller az iszlám törvénykezés témájában.
A politikai iszlámról szóló publikációs tevékenysége mellett hazai és nemzetközi szinten is tart beszédeket, valamint interjúkat ad tv-csatornáknak, és más sajtóorgánumoknak. Iszlámról szóló beszélgetéseken vesz részt, és a világ különböző tájain tart előadásokat, beleértve egy, a cseh köztársasági elnök által támogatott konferenciát is. 2014-ben megalapította a CSPI International nevű nemzetközi képzési szervezetet, amelynek székhelye Csehországban található.
Kiadványai az iszlám tanok politikai aspektusára helyezik a hangsúlyt, amelyek a nem muszlimokkal (káfirokkal) foglalkoznak. Könyveinek alapvetése, hogy az iszlámot mint vallást, és a politikai iszlámot mint a jogi szabályok bevezetésére irányuló iránymutatást, világosan el kell választani egymástól. Az iszlám hit az egyén saját döntése, magánügye, és ez tiszteletet és toleranciát érdemel. A politikai iszlám viszont az egész népességre vonatkozó utasítások gyűjteménye, amely egy kormányzási rendként hivatott működni.

## Életrajz
Warner az Észak-Karolinai Egyetemen diplomázott, ahol 1968-ban fizikából és matematikából szerzett PhD fokozatot. A szeptember 11-i támadások után úgy döntött, hogy az iszlám szövegeket hozzáférhetőbbé teszi a nyilvánosság számára. Állítása szerint az iszlámról szerzett tudásának forrása az összes releváns iszlám szöveg tanulmányozása 30 éves korától kezdve.

## Politikai iszlám
Munkáiban Warner nem foglalkozik egyes muszlimok nem-muszlimokról alkotott véleményével, hanem csakis az iszlám tanok és a hitetlenek közötti viszonyt vizsgálja. Az iszlámnak arra a részére összpontosít, amely a hitetlenekkel, a káfirokkal foglalkozik. Az iszlámnak ezt a részét illeti a “politikai iszlám” elnevezéssel.
A teljes iszlám doktrína 51%-a foglalkozik a nem muszlimokkal, vagyis a politikai iszlámmal. Warner szerint az iszlám célja a mindenek feletti uralom, és az, hogy az egész világ behódoljon szabályrendszerének. Warner az iszlám emberi jogokról szóló Kairói Nyilatkozat és a nyugati szabadságjogok között fellelhető ellentmondásra mutat rá – utóbbit számtalan dokumentumból ismerjük, például az 1948-ból származó Emberi Jogok Egyetemes Nyilatkozatából. Bill Warner véleménye szerint a politikai iszlám nem összeegyeztethető “a nyugati világgal”. 
Az iszlámot minden idők legbonyolultabban felépített politikai rendszerének tartja. Az iszlám az emberi élet minden aspektusát érinti – az ételektől, italoktól kezdve a személyes higiénián, öltözködésen, családi viszonyokon, az imák által meghatározott napi rutinon, az államok és önkormányzatok szervezetén, az üzleten, pénzügyeken, háborún, békén, egyéni életen és emberi kapcsolatokon keresztül a káfirokkal (azokkal az emberekkel, akik más hitet gyakorolnak, vagy nem hívők) fennálló viszonyig. Minden fellelhető eszköz bevetésre kerül ennek terjesztésére, vagyis a dzsihádra. A dzsihád nem feltétlenül erőszakos és agresszív; a karddal történő hódítás csak egy módszer a négy közül – s bár a leglátványosabb, ugyanakkor a legkevésbé veszélyesnek tekinthető.
Bill Warner szerint szükséges részletekbe menően tanulmányozni az iszlámot, valamint megismerni annak sokszínűségét, azaz békés, és totalitárius aspektusait egyaránt. Az iszlám tanulmányozásának hiányát egy 1400 éves lemaradásnak tekinti. A nyugati civilizáció egyik problémájának ítéli meg azt a tényt, hogy nem ismerjük azt az iszlám szabályt, mely szerint a Korán később megírt versszakai (a totalitárius szövegek) nagyobb súllyal bírnak, mint a korábbi versek (a békés szövegek), vagy eltörlik azokat.

## Statisztikai iszlám
Warner a Koránt, a hadíszt, és Mohamed életrajzát (szíra) az egyszerű statisztikai elemzés módszerével tanulmányozta. Módszerének alapja a szövegek osztályozása (hasonlóságok alapján, pl. rabszolgák/rabszolgaság), valamint a szövegmennyiség arányainak számszerűsítése. Célja az volt, hogy behatárolja, mekkora mennyiségű, az iszlám alapműveiben megjelenő szöveg, foglalkozik adott témákkal, mint például a nem muszlimok, a nők vagy a dzsihád. Arra is rájött, hogy a trilógia összes szövegének 51%-a nem a muszlimokkal, hanem a káfirokkal (nem muszlimokkal) foglalkozik.
Megvizsgálta azon hadíszok szövegét is, amelyek a férfiak és nők egymáshoz viszonyított szerepét tárgyalja. Azt találta, hogy a 391 idetartozó hadísz 89,4%-a alacsonyabb rangúnak írja le a nőt, mint a férfit, 10%-a egyenlő státuszba helyezi, és 0,6%-a ítéli a nőt magasabb rangúnak a férfinál. A muszlimok számának növekedését tekintve Warner felfedezte, hogy azon muszlimok száma, akiket Mohamed képes volt megtéríteni, ugrásszerűen megnőtt miután Medinába menekült – ez ugyanabban az időben történt, amikor elkezdte a dzsihád módszerét alkalmazni, és hadvezérré, valamint politikussá vált.
Az elemzés azt is megmutatja, hogy a szúrák szövegének 80%-a azt az időszakot tárgyalja, amikor Mohamed Medinában élt, vagyis leginkább a dzsiháddal és az iszlám politikai aspektusaival foglalkozik. Ugyanilyen módon a trilógia más témáit is elemezte. Ezekhez az elemzésekhez tartozó összes adat elérhető online. Ennek az elemzésnek az eredményeit több publikáció mellett egy interjúban is felhasználták, amelyet Richard Sulik parlamenti képviselő adott az SME című lapnak (az egyik legolvasottabb szlovák újság), valamint más írott kiadványokban is, mint pl. David Bukay munkájában.
A CSPI Internationalnak a következő országokban van szervezete, vagy támogatói:
- Ausztria
- Izland
- Magyarország
- Csehország
- Lengyelország
- Szlovákia
- Amerikai Egyesült Államok
- Németország
- Svájc
- Hollandia
- Olaszország
- Litvánia
- Chile
- Nagy-Britannia
- Svédország
- Franciaország
- Norvégia
- Belgium

## Művei magyarul
- Saría törvény nem muzulmánoknak; Dzsihádfigyelő, s.l., 2015
- Mohamed hagyománya. A hadísz. Első szint; ford. Hódy R. László; CSPI International, Brno, 2016 (Betekintés az iszlámba)
- Az iszlám alapjai. Első szint; ford. Hódy R. László; CSPI International, Brno, 2016 (Betekintés az iszlámba)
- Mohamed élete. A szíra. Első szint; ford. Hódy R. László; CSPI International, Brno, 2016 (Betekintés az iszlámba)
- Saría törvény nem muszlimoknak. Első szint; CSPI International, Brno, 2017 (Betekintés az iszlámba)
- Kétórás Korán. Első szint; ford. Hódy R. László; CSPI International, Brno, 2017 (Betekintés az iszlámba)
- Hogyan érveljünk hatékonyan az iszlám mentegetőivel szemben? Második szint; ford. Hódy R. László; CSPI International, Bp.–Brünn, 2018

## Fordítás
- Ez a szócikk részben vagy egészben  a   Bill Warner (Political Islam) című angol Wikipédia-szócikk ezen változatának fordításán alapul.  Az eredeti cikk szerkesztőit annak laptörténete sorolja fel. Ez a jelzés csupán a megfogalmazás eredetét és a szerzői jogokat jelzi, nem szolgál a cikkben szereplő információk forrásmegjelöléseként.